# Синарский трубный завод
АО «Синарский трубный завод» — российское предприятие чёрной металлургии.
Относится к трубным заводам «Большой восьмёрки», крупное специализированное предприятие по производству стальных и чугунных труб. Входит в Трубную металлургическую компанию (ТМК).

## Продукция
СинТЗ выпускает широкий спектр труб нефтяного сортамента — бурильные, обсадные, насосно-компрессорные, нефтегазопроводные, а также коррозионно-стойкие, бесшовные горячекатаные, холоднодеформированные и теплоизолированные трубы.
Продукция завода используется нефтегазодобывающими объединениями, машиностроительными заводами, в энергетическом комплексе, многими строительными и коммунальными организациями.
Трубы производятся в соответствии со стандартами API, EN/DIN, ASTM. Система менеджмента качества сертифицирована по международным стандартам EN ISO 9001 / API Q1.

## История
28 февраля 1931 года СНК СССР постановил наряду с Липецким и Тульским строить и Синарский комбинат в районе железнодорожной станции «Синарская». 3 апреля 1931 года Уралобком принял резолюцию: «В порядке встречного плана путем изыскания ресурсов внутри области построить ещё один гигант, который бы явился вкладом уральских большевиков в индустриальную цепь заводов Урало-Кузбасса».
За годы существования завод неоднократно подвергался реконструкции с организацией новых и коренным усовершенствованием существующих производств. В 50-х годах предприятию было присвоено звание «Лучшее предприятие Свердловской области». В 1984 году Указом Президиума Верховного Совета СССР Синарский трубный завод был награждён орденом Трудового Красного знамени за большой вклад в развитие трубной промышленности.
В 1992 году был преобразован в открытое акционерное общество «Синарский трубный завод» (ОАО «СинТЗ»). Во втором полугодии 1998 г по решению Совета директоров ОАО был создан Торговый дом «СинТЗ», который взял на себя вопросы реализации товарной продукции и снабжения производства трубной заготовкой.
В 2002 году предприятие вошло в состав ТМК.
23 февраля 2024 года вместе с другими компаниями группы «ТМК», АО «Синарский трубный завод» включён в блокирующий санкционный список США направленный «против металлургического и горнодобывающего сектора России».

## Директора завода
- с 2017 по настоящее время — В. А. Гагаринов[7]
- с 2013 по 2017 — В. В. Попков
- с 2010 по 2013 — С. Г. Четвериков[8]
- с 1984 по 2010 — А. И. Брижан
- с 1946 по 1968 — С. П. Корепанов
- с 1939 по 194? — А. Н. Бобров
- с 1938 по 1939 — Н. А. Иванов
- с 1937 по 1938 — Ф. К. Логийко
- с 1935 по 1937 — А. Е. Извеков
- с 1931 по 1935 — Н. И. Шмидт
- с 1931 по 1931 — Л. О. Траутман

## Известные сотрудники
- Викторов, Владимир Николаевич (1929—2014) — Герой Социалистического Труда.
- Титаев, Иван Константинович (1912—1967) — Герой Социалистического Труда.
- Беляев Павел Иванович (1925—1970) — Герой Советского Союза